# Louvre médiéval (musée)
Pour le Louvre à l'époque du Moyen Âge, voir Château du Louvre.

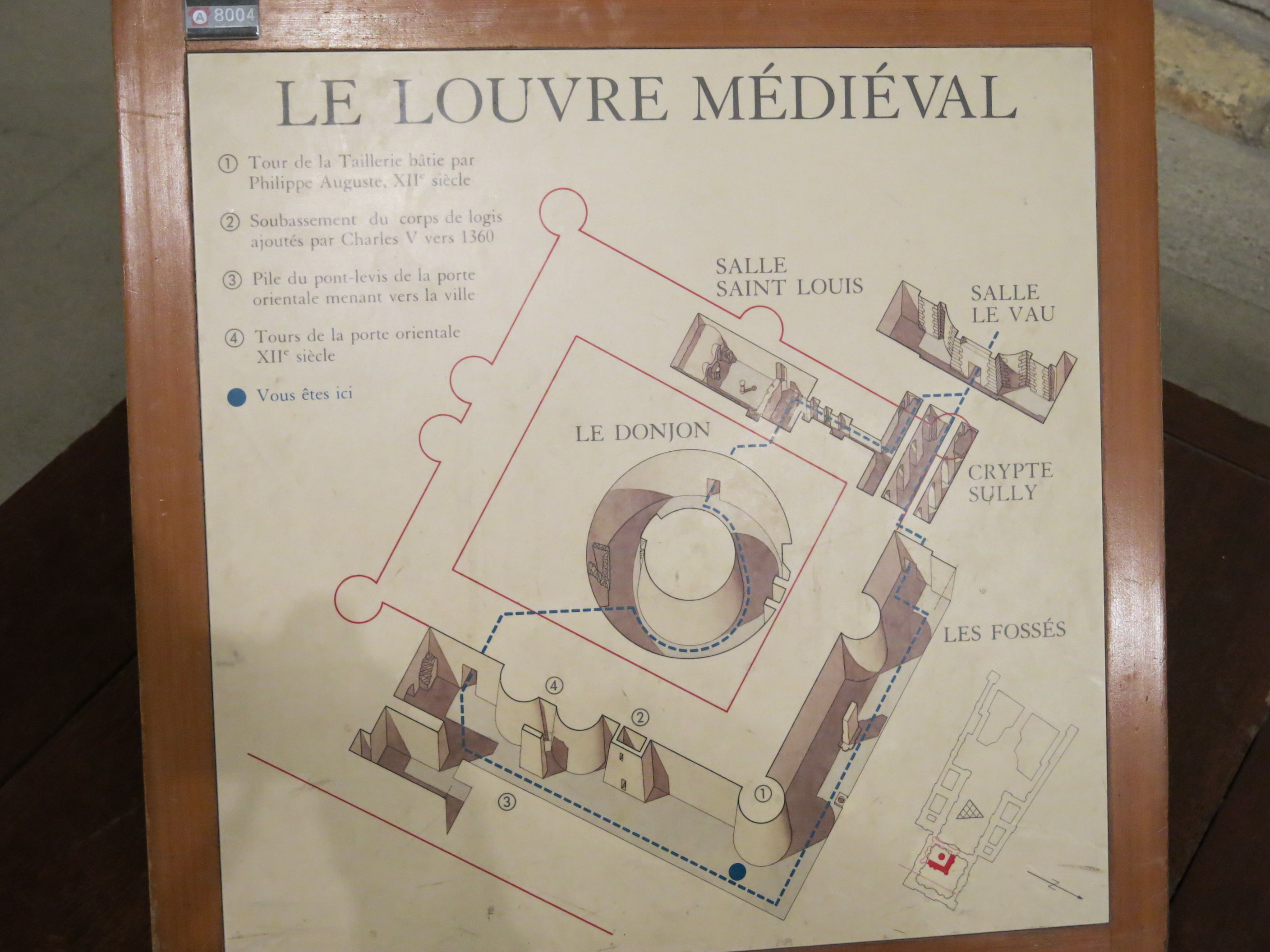
Circuit de visite du Louvre médiéval.

Le Louvre médiéval est une des collections du musée du Louvre. Ses espaces ont fait l'objet d'une rénovation en 2016 pour améliorer l'accessibilité et la mise en valeur des vestiges, dans le cadre de l'ouverture du Centre d'interprétation du pavillon de l'Horloge au Louvre.

## Histoire
Elle a été créée fortuitement à la suite des travaux du Grand Louvre. En effet, il s'est avéré à cette occasion que la base du donjon et de deux des quatre murailles du château du Louvre n'avaient pas été arasées lors de la destruction du château en vue de la construction du palais du Louvre.
Les fossés au pied de ces murailles ont été dégagés. Tous les objets qui pouvaient s'y trouver ont été recueillis et classés. Une chape de béton a ensuite été coulée au niveau du sol qui est celui de la cour carrée.

## Mise en valeur muséographique
Un circuit de visite en forme de boucle a été organisé. Il parcourt les éléments suivants :
- Les fossés au pied de la muraille nord du château du Louvre. Elle ne comporte pas de porte centrale.
- La tour d'angle entre cette muraille nord et la muraille est. C'était la tour de la Taillerie[2].
- Les fossés au pied de la muraille est du château du Louvre. Elle comporte une porte centrale avec un soutien pour le pont-levis. Elle se trouvait du côté de la ville de Paris et c'était la porte principale d'entrée dans le Louvre à l'époque. Cette entrée principale a vu le massacre des protestants de la Saint-Barthélemy, le départ d'Henri IV sur le chemin de son assassinat, l'assassinat du maréchal d'Ancre, favori de la reine Marie de Médicis, le 24 avril 1617[2].
- Le puits.
- Les fossés entourant le donjon du château du Louvre.
- La salle Saint-Louis.
- La crypte Sully.
- La salle le Vau.

Sur le parcours, des maquettes du château du Louvre et des vidéos permettent de resituer les restes conservés par rapport à l'ensemble du château, ainsi que le château par rapport à la ville et à la Seine.
Rénové en 2016, le Louvre médiéval constitue depuis cette date la première étape du parcours du Pavillon de l'Horloge consacré à l'histoire du Louvre. 

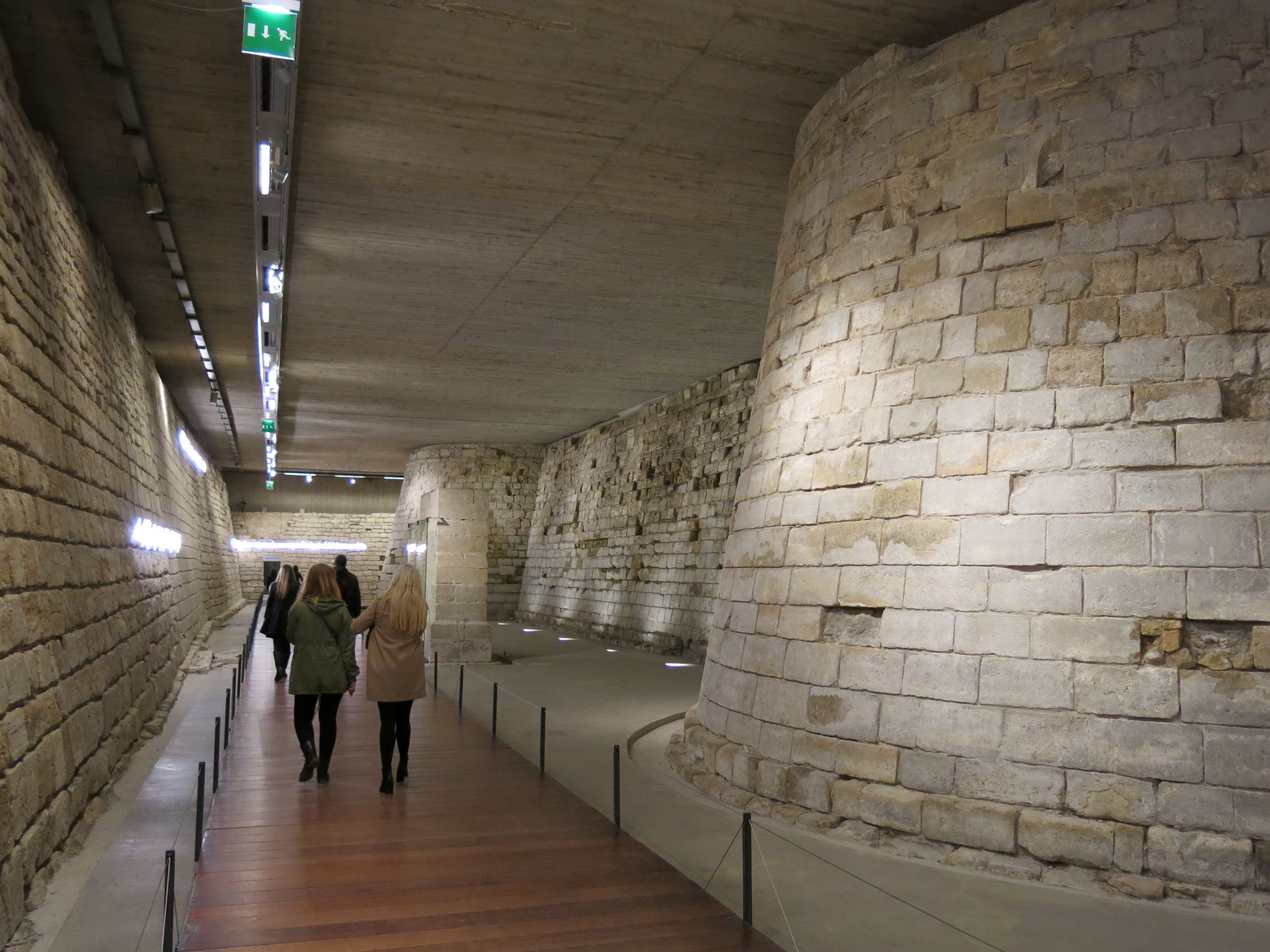
Base du mur nord.
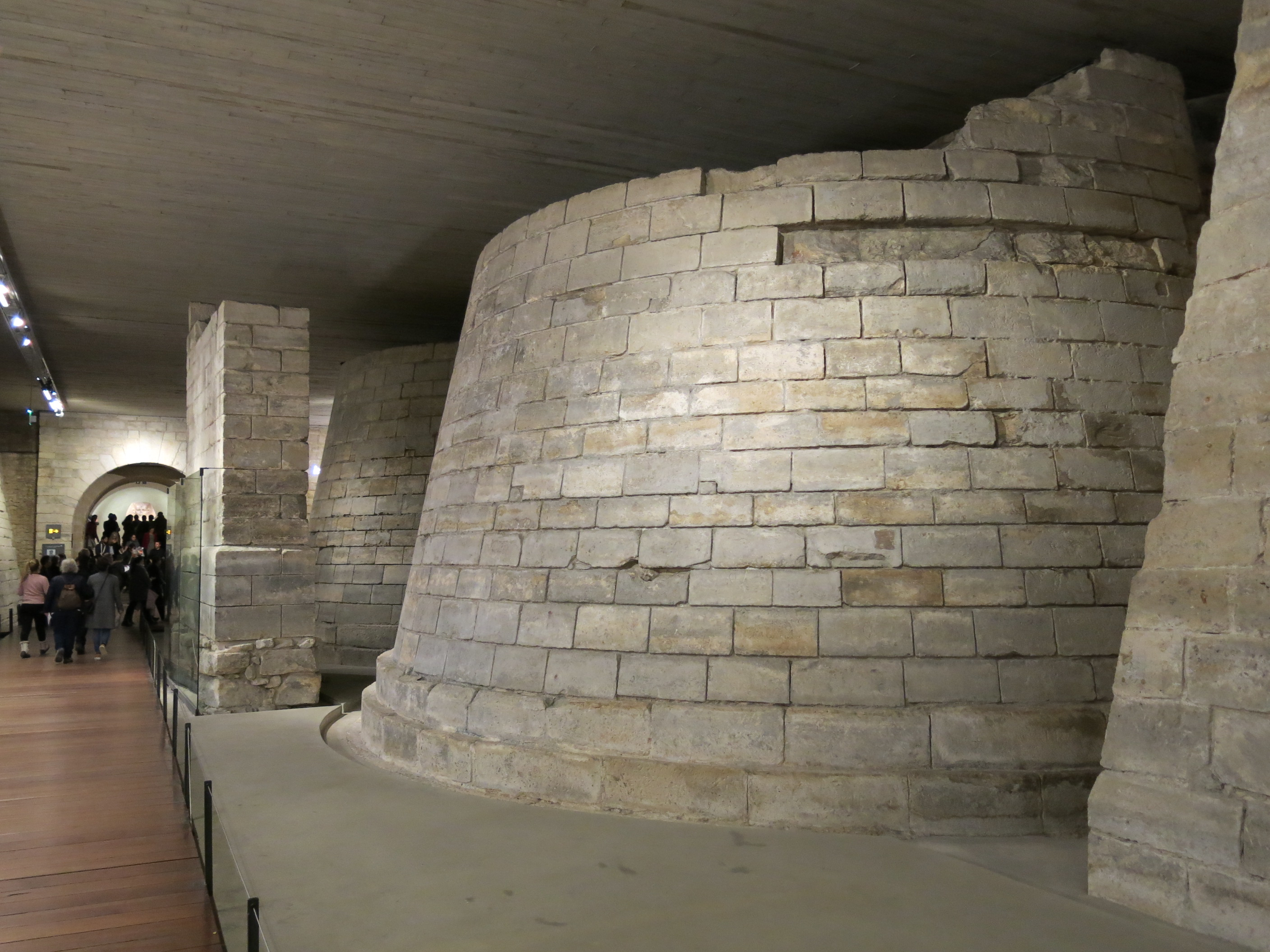
Base des tours de la porte centrale du mur est.
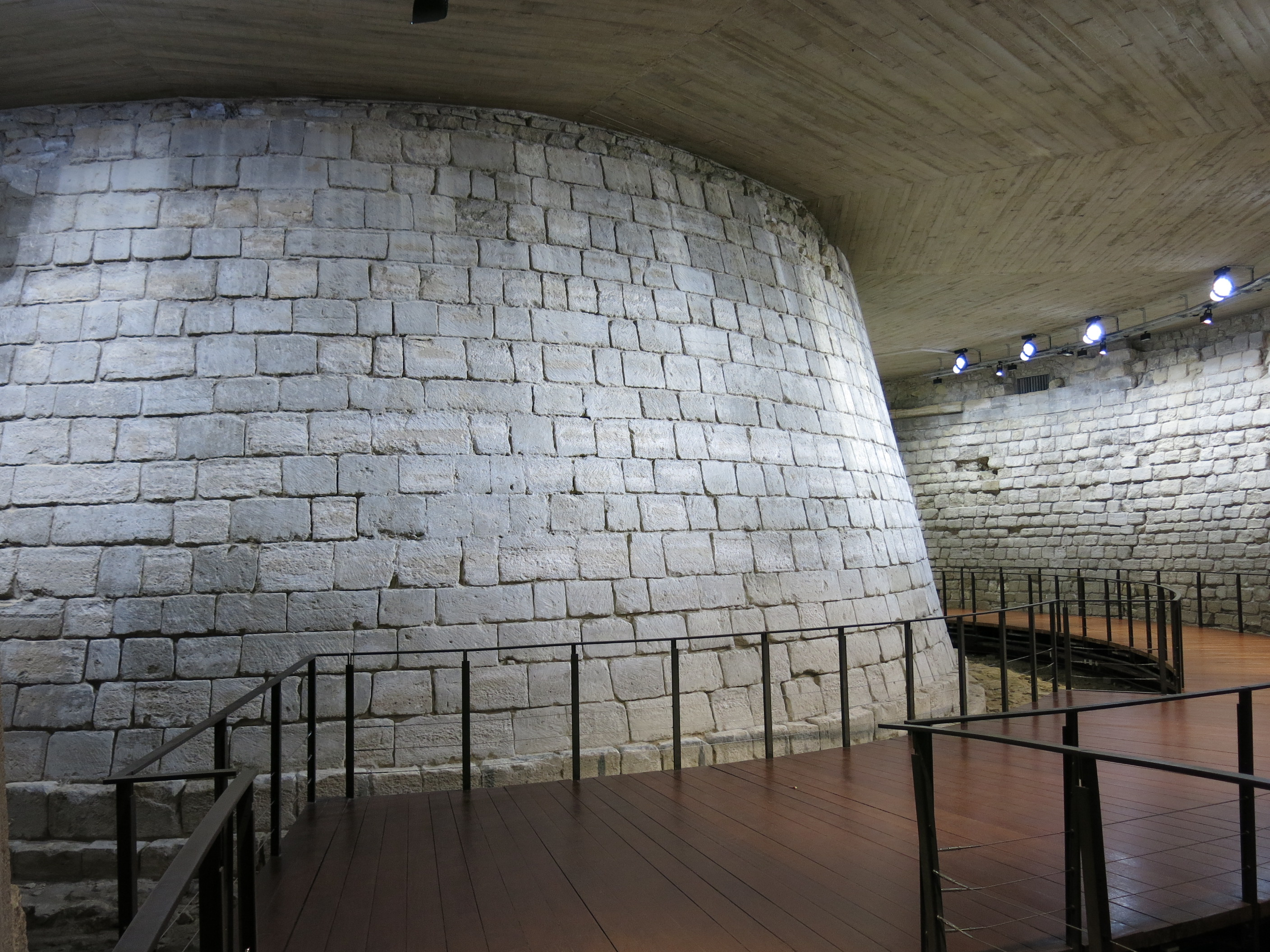
Soubassement du donjon.
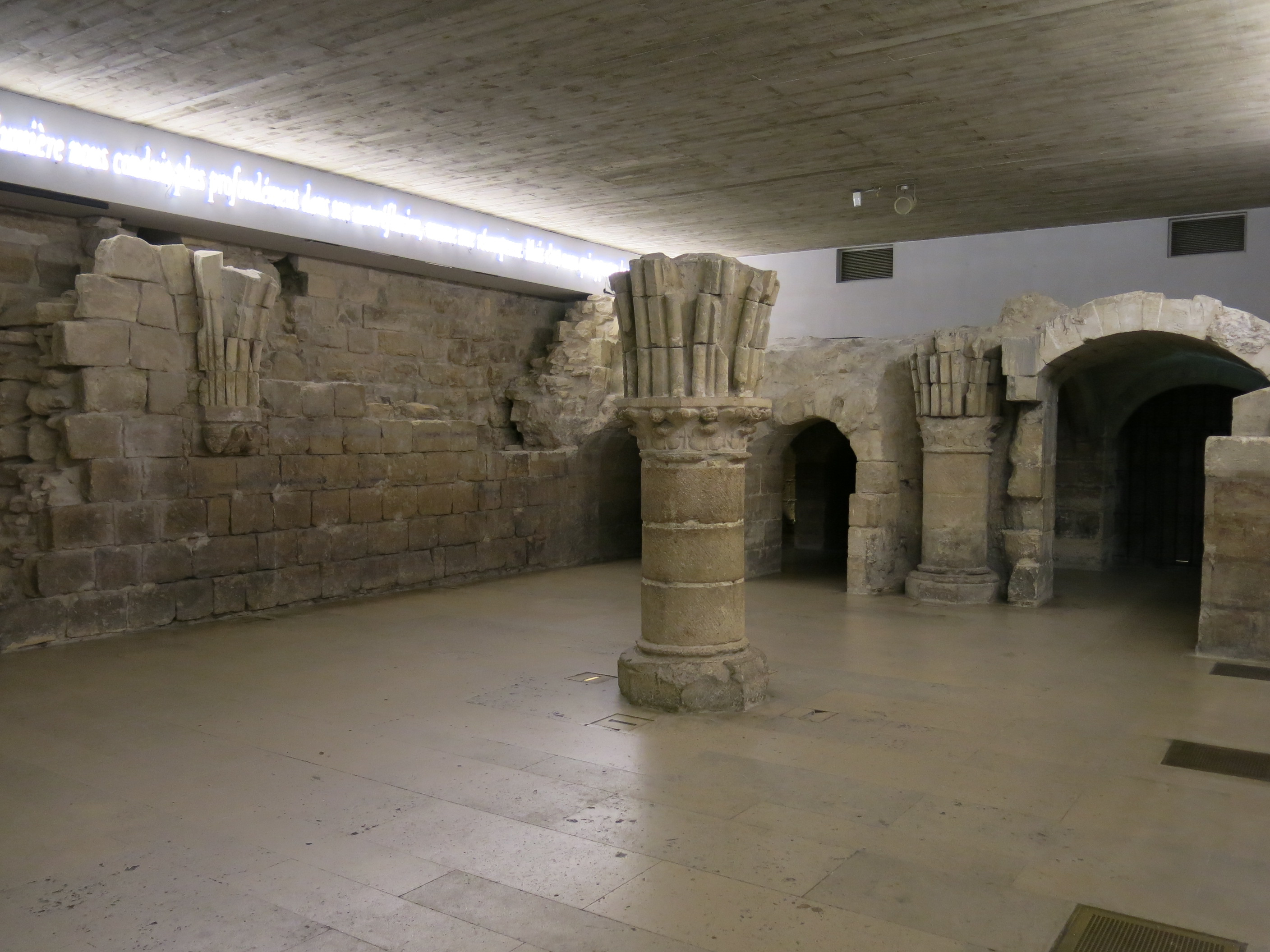
Salle Saint-Louis.
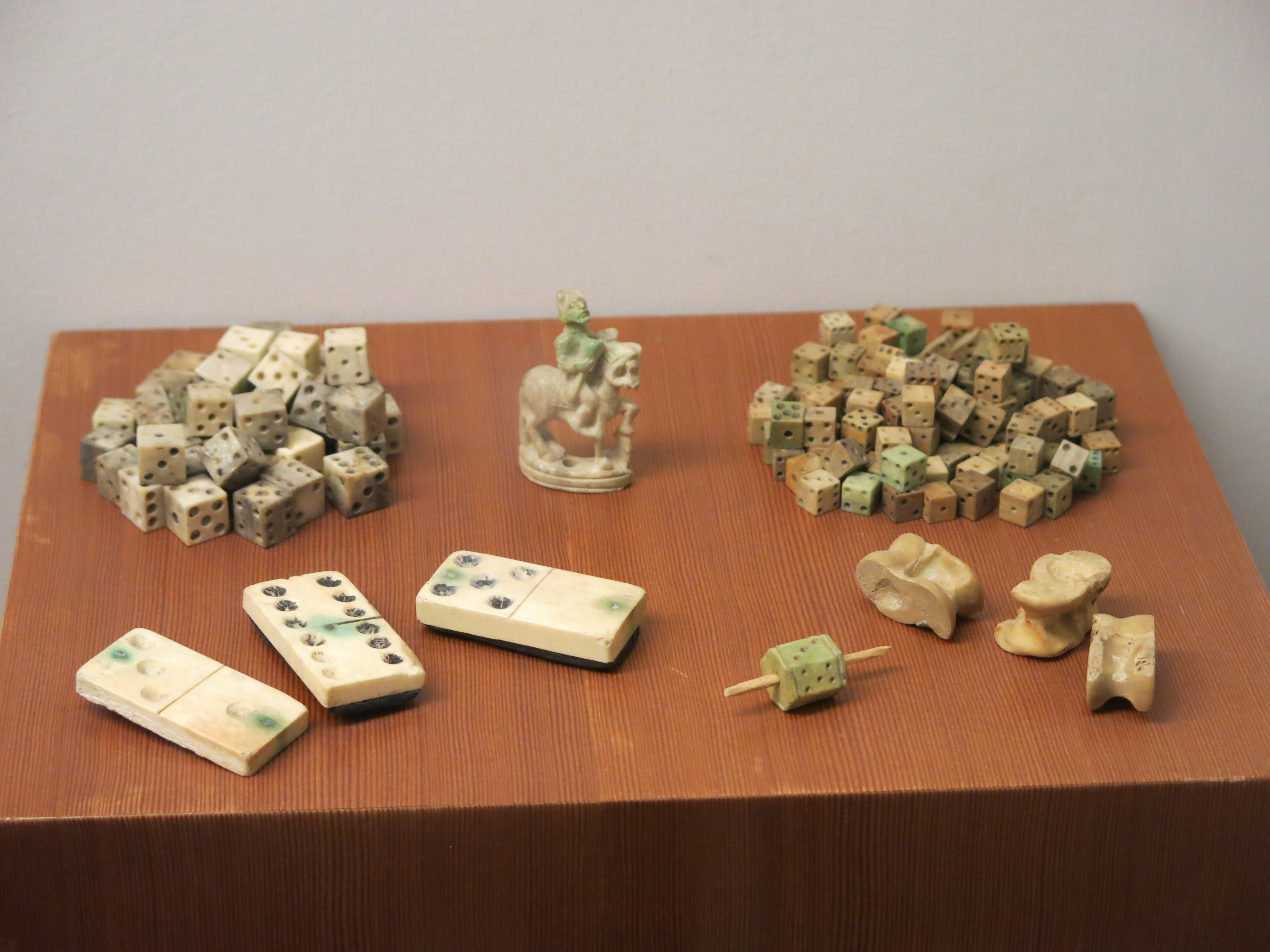
Petits jeux trouvés lors des fouilles.
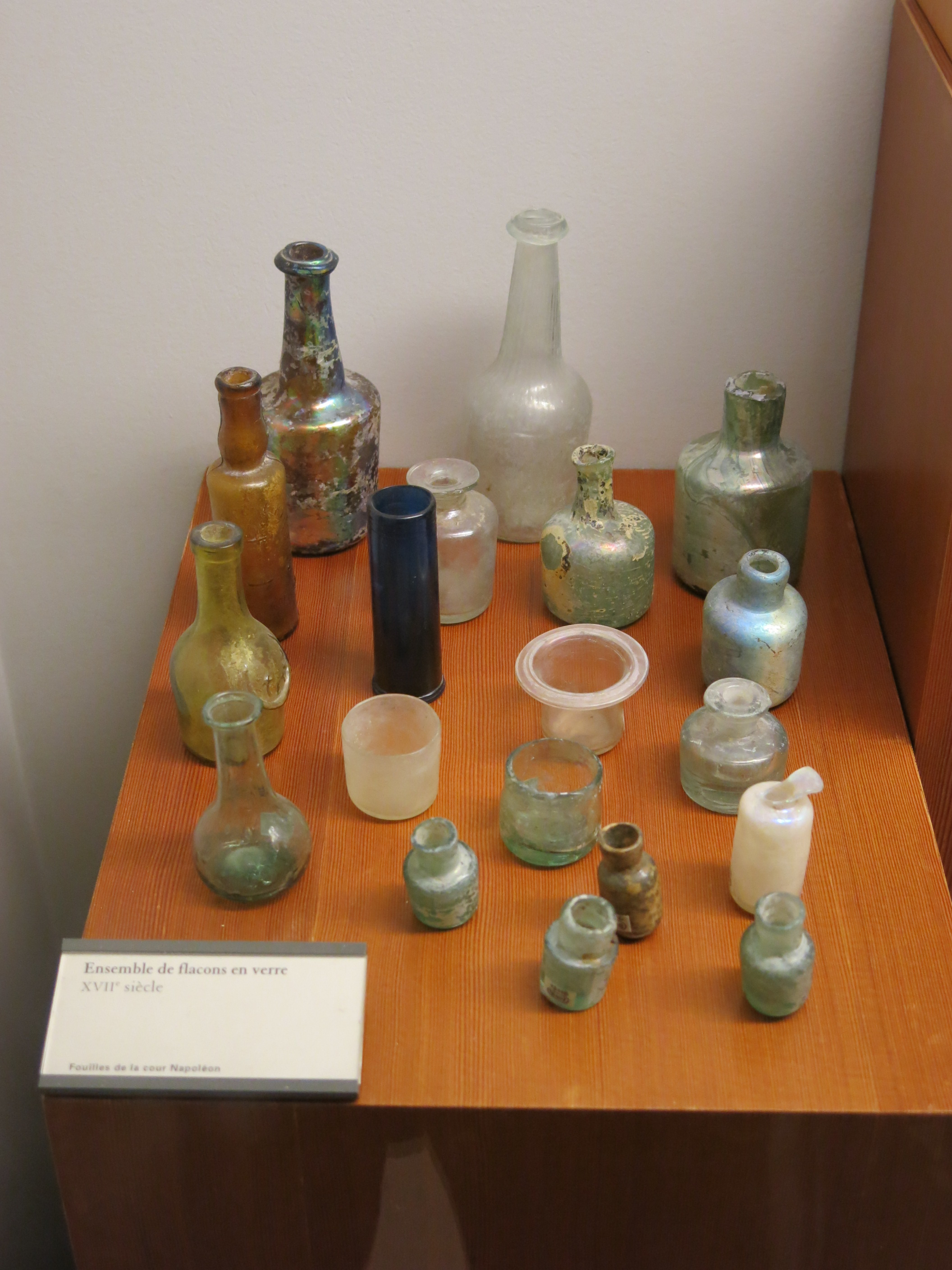
Flacons trouvés lors des fouilles.
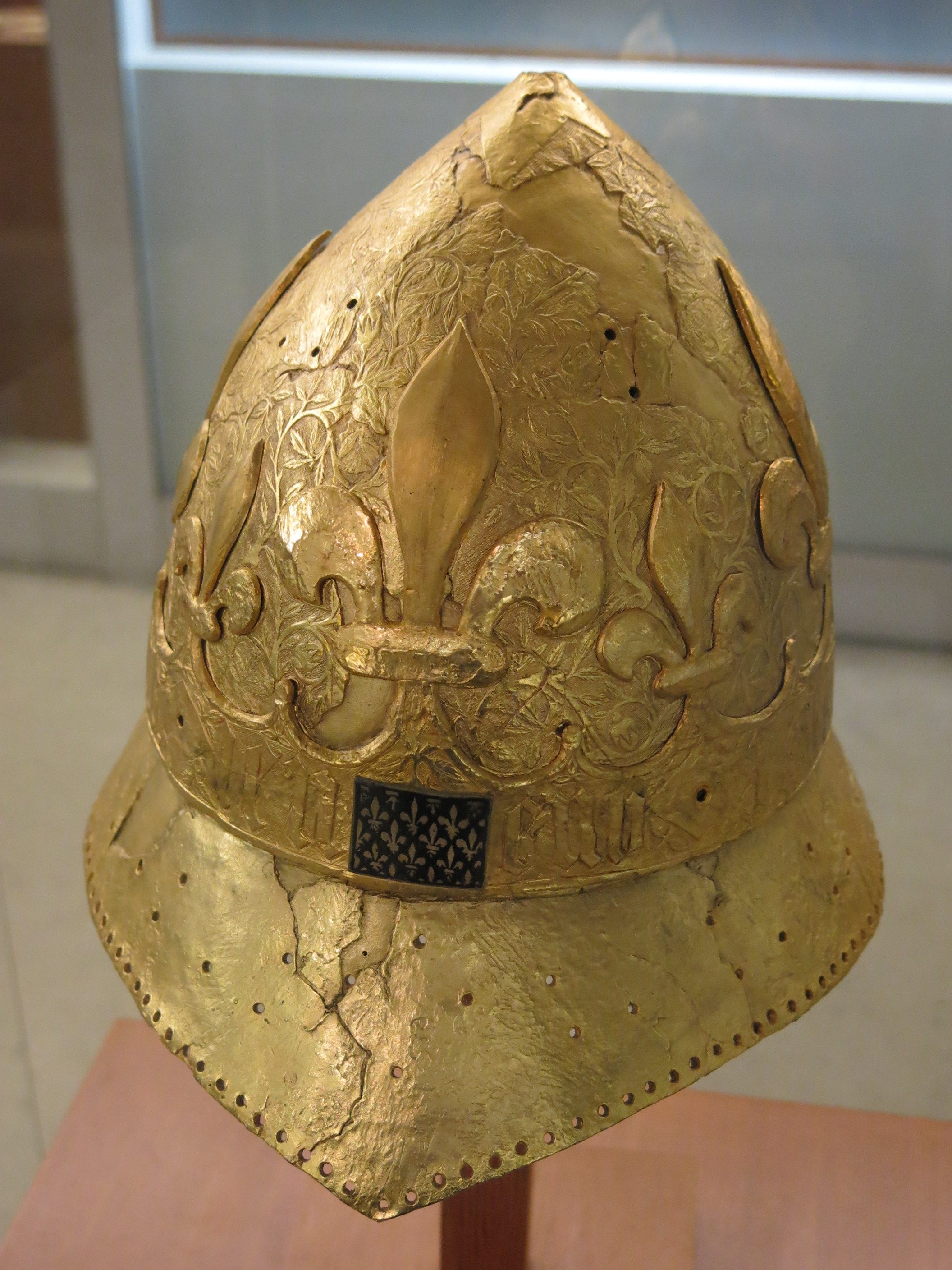
Copie du casque de parade de Charles VI trouvé lors des fouilles.
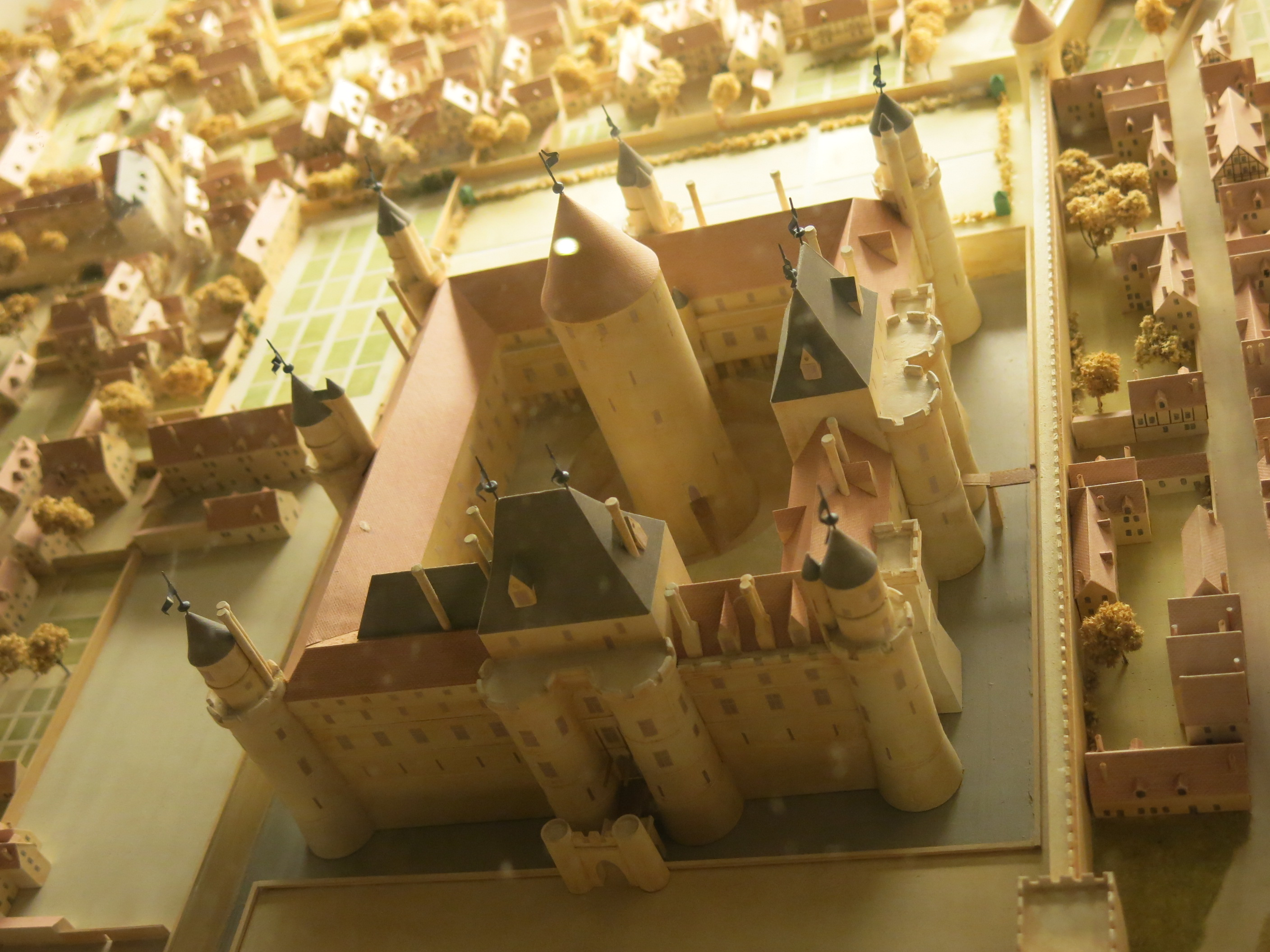
Maquette resituant le château par rapport à la ville.